# Bernard Ormanowski
Bernard Paweł Ormanowski (Lippink, 10 novembre 1907 – Bydgoszcz, 7 dicembre 1984) è stato un canottiere polacco, vincitore della medaglia di bronzo olimpica nel quattro con a Amsterdam 1928 insieme a Franciszek Bronikowski, Edmund Jankowski
Leon Birkholc e Bolesław Drewek.

## Palmarès
- Giochi olimpici

Amsterdam 1928: bronzo nel quattro con.